# Zygoascus hellenicus
Zygoascus hellenicus är en svampart som beskrevs av M.T. Sm. 1986. Zygoascus hellenicus ingår i släktet Zygoascus och familjen Trichomonascaceae.   Inga underarter finns listade i Catalogue of Life.